# Lokca
Lokca est un village de Slovaquie situé dans la région de Žilina.

## Histoire
Première mention écrite du village en 1554.

## Démographie

### Évolution de la population
| Année:               | 1994. | 2004.   | 2014.   | 2024.   |
| -------------------- | ----- | ------- | ------- | ------- |
| Nombre de personnes: | 2048  | 2201    | 2328    | 2524    |
| Différence:          |       | +7,47 % | +5,77 % | +8,41 % |

| Année:               | 2023. | 2024.   |
| -------------------- | ----- | ------- |
| Nombre de personnes: | 2480  | 2524    |
| Différence:          |       | +1,77 % |